# Vương quyền Castilla
Vương quyền Castilla (tiếng Tây Ban Nha: Corona de Castilla; tiếng La Tinh: Corona Castellae; tiếng Anh: Crown of Castile) là một chính thể thời trung cổ ở Bán đảo Iberia được hình thành vào năm 1230, do kết quả của sự liên minh thứ ba của các vương miện và, vài thập kỷ sau, nghị viện của Vương quốc Castilla và Vương quốc León đã thống nhất bầu vua Castile lúc bấy giờ là Fernando III tiếp nhận ngai vàng của León đang bỏ trống. Nó tiếp tục tồn tại như một thực thể riêng biệt sau sự hợp nhất cá nhân vào năm 1469 giữa vương quyền Castile và vương quyền Aragon thông qua cuộc hôn nhân của các Quân chủ Công giáo cho đến khi Vua Philip V ban hành sắc lệnh Nueva Planta vào năm 1715.
Năm 1492, chuyến hành trình của Cristoforo Columbo và việc khám phá ra châu Mỹ là những sự kiện lớn trong lịch sử Castile. Tây Ấn, Quần đảo và lục địa Biển Đại Dương cũng là một phần của Vương quốc Castile khi được chuyển đổi từ quyền lãnh chúa thành vương quốc của những người thừa kế Castile vào năm 1506, với Hiệp ước Villafáfila, và sau cái chết của Ferdinand Người Công giáo. Việc phát hiện ra Thái Bình Dương, cuộc chinh phục Đế chế Aztec, cuộc chinh phục Đế chế Inca, cuộc chinh phục New Granada cũng như cuộc chinh phục Philippines đều đã giúp biến Vương quyền Castilla thành một đế chế toàn cầu trong Thế kỷ XVI.
Danh hiệu "Quốc vương Castila" vẫn được những người cai trị thuộc Vương tộc Habsburg sử dụng trong thế kỷ XVI và XVII. Carlos I là Quốc vương Aragón, Majorca, Valencia và Sicilia, đồng thời là Bá tước xứ Barcelona, Roussillon và Cerdagne, đồng thời là Quốc vương Castilla và León, 1516–1556.
Vào đầu thế kỷ XVIII, Philippe của Bourbon đã giành chiến thắng trong Chiến tranh Kế vị Tây Ban Nha và áp đặt các chính sách thống nhất đối với Vương quyền Aragón, những người ủng hộ kẻ thù của họ. Điều này đã thống nhất Vương quyền Aragón và Vương quyền Castilla thành Vương quốc Tây Ban Nha. Mặc dù các sắc lệnh Nueva Planta không chính thức bãi bỏ Vương quyền Castile, đất nước (của Castilla và Aragón) được cả người đương thời và các nhà sử học gọi là "Tây Ban Nha".

## Lịch sử

### Hướng tới thống nhất
Vương quốc León được tạo ra từ Vương quốc Asturias. Vương quốc Castilla ban đầu xuất hiện như một Bá quốc của Vương quốc León. Từ nửa sau thế kỷ X đến nửa đầu thế kỷ XI, nó đã đổi chủ giữa León và Vương quốc Navarra. Vào thế kỷ XII, nó đã trở thành một vương quốc theo đúng nghĩa của nó.
Hai vương quốc đã được thống nhất hai lần trước đó:
- Từ 1037 đến 1065 dưới thời Fernando I của León. Sau khi ông qua đời, các vương quốc của ông được truyền cho các con trai của ông, León cho Alfonso VI và Castile cho Sancho II, và Galicia cho García II.
- Từ 1072 đến 1157 dưới thời Alfonso VI (mất 1109), Urraca (mất 1126) và Alfonso VII. Từ năm 1111 đến năm 1126 Galicia tách khỏi liên minh dưới thời Alfonso VII. Năm 1157, các vương quốc được phân chia giữa các con trai của Alfonso là Fernando II tiếp nhận León và Sancho III tiếp nhận Castilla.

### Chiếm đóng Tây Navarra
Từ năm 1199 đến năm 1201, dưới thời Alfonso VIII, quân đội của vua Castilla đã xâm chiếm Vương quốc Navarra, sau đó sáp nhập Álava, Durangaldea và Gipuzkoa, bao gồm cả San Sebastián và Vitoria (Gasteiz). Tuy nhiên, các vùng lãnh thổ phía Tây xứ Basque này đã chứng kiến các hiến chương Navarracủa họ được xác nhận dưới sự cai trị của người Castilla.

### Vương quyền Castilla từ thời trị vì của Fernano III cho đến khi Carlos I lên ngôi

#### Sự thống nhất của hai vương quốc dưới thời Fernando III
Fernando III nhận Vương quốc Castilla vào năm 1217 từ mẹ mình, Nữ vương Berenguela I của Castilla, cháu gái của Sancho III và nhận được Vương quốc León từ cha mình là Alfonso IX của León, con trai của Fernando II vào năm 1230. Từ đó trở đi hai vương quốc được thống nhất dưới tên gọi Vương quốc León và Castilla, hay đơn giản là Vương quyền Castilla. Fernando III sau đó đã chinh phục Thung lũng Guadalquivir, trong khi con trai ông là Alfonso X chinh phục Vương quốc Murcia từ tay Al-Andalus, tiếp tục mở rộng diện tích của Vương quyền Castilla. Vì điều này, các vị vua của Vương quyền Castilla theo truyền thống tự phong cho mình là "Vua của Castilla, León, Toledo, Galicia, Murcia, Jaén, Córdoba, Sevilla, và Lãnh chúa xứ Bizkaia và Molina", cùng những tài sản khác mà họ có được sau này. Người thừa kế ngai vàng được phong là Thân vương xứ Asturias từ thế kỷ XIV.

#### Liên minh Cortes và bộ luật pháp lý

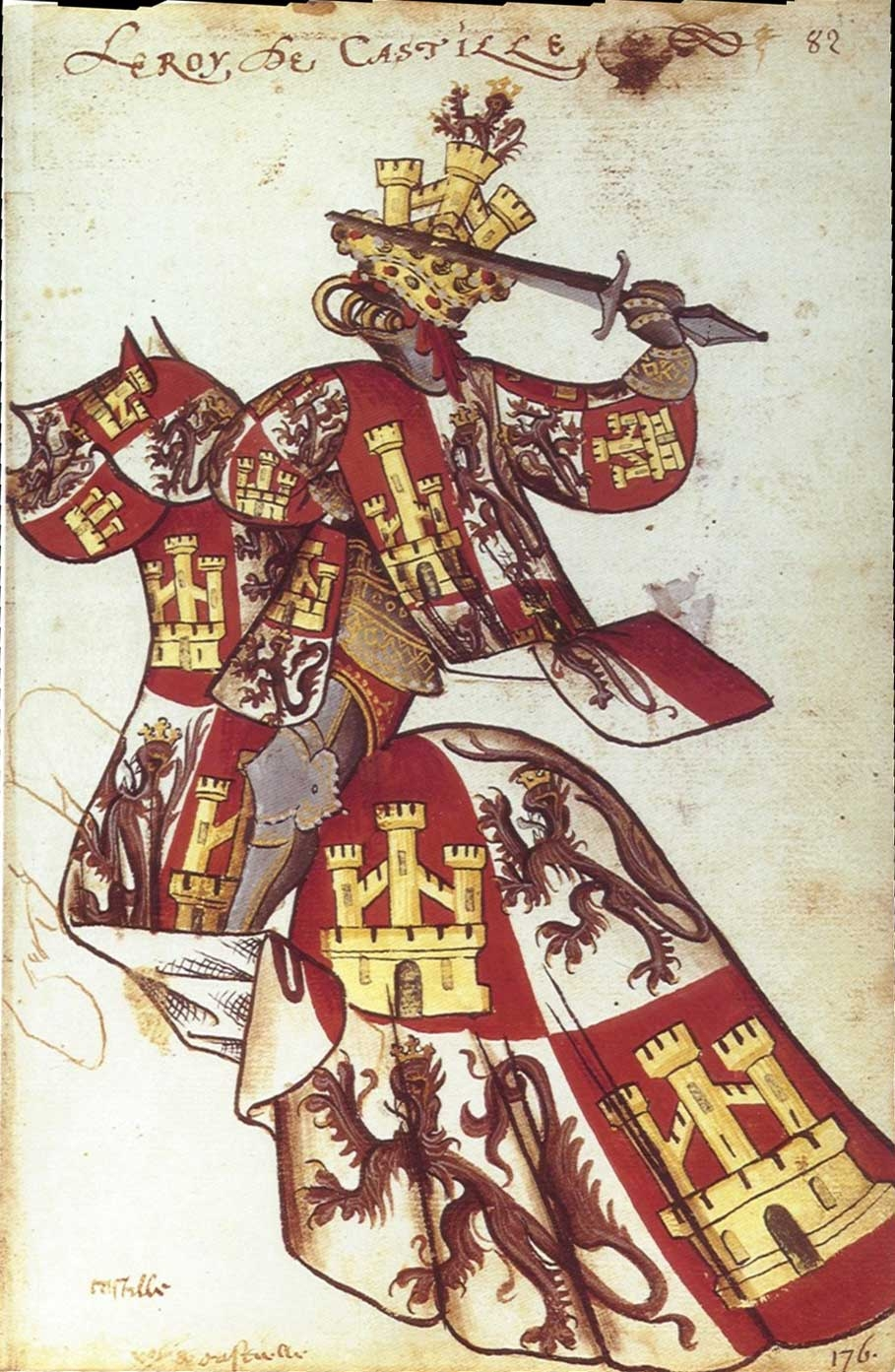
Huy hiệu cưỡi ngựa của Vua John II của Castile trong Áo giáp cưỡi ngựa của Lông cừu vàng 1433–1435. Bộ sưu tập Bibliothèque de l'Arsenal.

Gần như ngay lập tức sau khi thống nhất hai vương quốc dưới thời Ferdinand III, nghị viện của Castile và León đã được thống nhất. Trong nghị viện được chia thành ba khu vực, tương ứng với 3 tầng lớp cao nhất trong xã hội, gồm có quý tộc, tăng lữ và thị dân ở các thành phố, bao gồm đại diện từ các tỉnh Castile, León, Galicia, Toledo và Tỉnh Basque. Ban đầu, số lượng thành phố có đại diện tại Cortes thay đổi trong thế kỷ tiếp theo, cho đến khi John I ấn định vĩnh viễn những thành phố được phép cử đại diện (procuradores): Burgos, Toledo, León, Sevilla, Córdoba, Murcia, Jaén, Zamora, Segovia, Ávila, Salamanca, Cuenca, Toro, Valladolid, Soria, Madrid và Guadalajara (có thêm Granada sau cuộc chinh phục năm 1492).
Dưới thời Vua Alfonso X, hầu hết các phiên họp của Cortes ở cả hai vương quốc đều được tổ chức chung. Cortes năm 1258 ở Valladolid bao gồm đại diện của Castile, Extremadura và León ("de Castiella e de Estremadura e de Tierra de León") và đại diện của Seville năm 1261 của Castile, León và tất cả các vương quốc khác ("de Castiella e de León e de todos los otros nuestros Regnos"). Cortes tiếp theo được tổ chức riêng biệt, chẳng hạn như vào năm 1301 ở Castile ở Burgos và của León ở Zamora, nhưng các đại diện yêu cầu các nghị viện phải được tụ họp kể từ đó trở đi.
Mặc dù các vương quốc và thành phố riêng lẻ ban đầu vẫn giữ các quyền lịch sử riêng của mình - bao gồm Fuero cũ của Castile (Viejo Fuero de Castilla) và các fuero khác nhau của các hội đồng thành phố Castile, León, Extremadura và Andalucía - một bộ luật pháp lý thống nhất cho toàn bộ vương quốc mới. vương quốc được thành lập ở Siete Partidas (1265), Ordenamiento de Alcalá (1348) và Leyes de Toro (1505). Những luật này tiếp tục có hiệu lực cho đến năm 1889, khi bộ luật dân sự mới của Tây Ban Nha, Código Civil Español, được ban hành.

#### Ngôn ngữ và giáo dục đại học

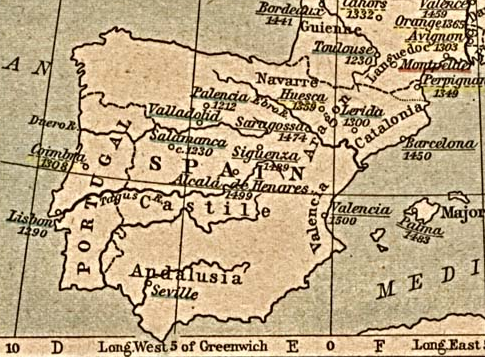
Bản đồ các trường đại học Castilla và Aragon

Vào thế kỷ XIII, có nhiều ngôn ngữ được sử dụng ở Vương quốc León và Castile, trong đó có tiếng Castilla, tiếng León, tiếng Basque và tiếng Galicia-Bồ Đào Nha. Tuy nhiên, khi thế kỷ trôi qua, tiếng Castilla ngày càng nổi tiếng và là ngôn ngữ của văn hóa và giao tiếp - một ví dụ về điều này là Trường ca El Cid.
Trong những năm cuối triều đại của Vua Ferdinand III, tiếng Castilla bắt đầu được sử dụng cho một số tài liệu quan trọng, chẳng hạn như Bộ luật Visigothic, cơ sở của bộ luật pháp lý dành cho những người theo đạo Thiên chúa sống ở Cordova theo Hồi giáo, nhưng phải đến thời trị vì của Vua Alfonso X thì nó mới trở thành ngôn ngữ chính thức. Từ đó trở đi, tất cả các tài liệu công đều được viết bằng tiếng Castilla, tương tự như vậy, tất cả các bản dịch các tài liệu pháp lý và chính phủ bằng tiếng Ả Rập đều được dịch sang tiếng Castilla thay vì tiếng La Tinh.
Một số học giả cho rằng việc sử dụng tiếng Castilla thay cho tiếng La Tinh là do sức mạnh của ngôn ngữ mới, trong khi những người khác cho rằng đó là do ảnh hưởng của những trí thức nói tiếng Do Thái có thái độ thù địch với tiếng La Tinh, ngôn ngữ của Giáo hội Công giáo.
Năm 1492, dưới thời các Quân chủ Công giáo, ấn bản đầu tiên của Ngữ pháp tiếng Castilla của Antonio de Nebrija đã được xuất bản. Tiếng Castilla cuối cùng đã được những người chinh phục mang đến châu Mỹ vào thế kỷ XVI. Vì tầm quan trọng của tiếng Castilla ở vùng đất do Vương quốc Tây Ban Nha cai trị nên ngôn ngữ này còn được gọi là tiếng Tây Ban Nha.
Hơn nữa, vào thế kỷ XIII, nhiều trường đại học được thành lập và giảng dạy bằng tiếng Castilla, chẳng hạn như Đại học Salamanca của León, Đại học Castilian Estudio của Palencia và Đại học Valladolid, một trong những trường đại học đầu tiên ở Châu Âu.
Vào thế kỷ XIII, các nhóm chăn nuôi địa phương mới nổi đã hợp nhất thành Mesta hùng mạnh, trung tâm buôn bán len trong 3 thế kỷ sau đó. Theo thời gian, Castilla sẽ trở thành thị trường xuất khẩu len hàng đầu vào cuối thời Trung Cổ.

#### Triều đại Trastámara

Quá trình mở rộng lãnh thổ của Castilla.

Nội chiến Castilla khiến những người ủng hộ Henry xứ Trastámara chống lại Peter I đã kéo theo một cuộc đấu tranh giữa các phe phái cạnh tranh, trong đó đảng cũ được giới quý tộc Castilian ưa chuộng (và ở mức độ thấp hơn là Giáo sĩ), trong khi đảng mới đứng về phía lợi ích của người Do Thái, Converso và hội đồng các thị trấn. Một sự chuyển giao đáng kể từ tài sản hoàng gia sang quý tộc diễn ra sau đó khi người Trastámara chiếm ưu thế trong cuộc xung đột. Tương tự như vậy, sự thay đổi triều đại dẫn đến diễn ra song song với sự cực đoan hóa tình cảm bài Do Thái ở Castilla.
Sau cái chết của Alfonso XI, một cuộc xung đột triều đại bắt đầu giữa các con trai của ông, Vương tử Peter (Pedro) và Henry, Bá tước xứ Trastámara, vốn bị vướng vào Chiến tranh Trăm năm (giữa Vương quốc Anh và Vương quốc Pháp). Alfonso XI đã kết hôn với Maria của Bồ Đào Nha, người thừa kế của ông chính là Vương tử Peter. Tuy nhiên, Nhà vua cũng có nhiều đứa con ngoài giá thú với Eleanor xứ Guzman, trong số đó có Henry xứ Trastámara, người đã tranh chấp quyền lên ngôi của Vương tử Peter sau khi người sau này trở thành vua.
Trong cuộc nội chiến dành vương vị dẫn đến việc cả hai anh em đềVVuuoươnnggu tự xưng là vua, Peter liên minh với Edward, Thân vương xứ Wales, "Vương tử đen". Năm 1367, Hoàng tử đen đánh bại đồng minh của Henry II trong Trận Nájera, khôi phục quyền kiểm soát vương quốc của Pedro. Hoàng tử đen nhận thấy nhà vua không hoàn trả chi phí nên đã rời Castilla. Henry, người đã trốn sang Pháp, lợi dụng cơ hội và bắt đầu cuộc chiến. Henry cuối cùng đã giành chiến thắng vào năm 1369 trong Trận Montiel, trong đó ông đã giết Peter.
Năm 1371, anh trai của Hoàng tử đen là John xứ Gaunt, Công tước thứ 1 xứ Lancaster, kết hôn với Vương nữ Constanza, con gái của Pedro I. Năm 1386, ông tuyên bố ngai vàng của Vương quyền Castilla nhân danh vợ mình, người thừa kế hợp pháp theo Cortes de Sevilla năm 1361. Ông đến A Coruña cùng một đội quân và chiếm thành phố. Sau đó ông chuyển sang chiếm Santiago de Compostela, Pontevedra và Vigo. Ông yêu cầu Vua John I, con trai của Henry II phải từ bỏ ngai vàng để nhường ngôi cho vợ mình là Constanza.
John từ chối nhưng đề nghị con trai ông, Vương tử Enrique, kết hôn với Catherine của Lancaster, con gái của John xứ Gaunt. Đề nghị được chấp nhận và tước hiệu Thân vương xứ Asturias được phong cho Henry và Catherine. Điều này đã chấm dứt xung đột triều đại, củng cố vị thế của Nhà Trastámara và tạo ra hòa bình giữa Vương quốc Anh và Vương quyền Castilla.

#### Quan hệ với Vương quyền Aragon trong thế kỷ 14

Lãnh thổ Castilian vào cuối thế kỷ 14.

Dưới thời trị vì của Vua Henry III, quyền lực hoàng gia được khôi phục, làm lu mờ giới quý tộc Castilla hùng mạnh. Trong những năm cuối đời, Henry đã giao một số quyền lực của mình cho người em trai là Fernando xứ Antequera cùng với vợ là Catherine xứ Lancaster sẽ trở thành nhiếp chính cho con trai ông là Vua John II vẫn còn đang tuổi thơ ấu. Sau Thỏa hiệp Caspe năm 1412, Ferdinand rời Castilla để trở thành Vua của Vương quyền Aragón.
Sau cái chết của mẹ mình, John II ở tuổi 14, lên ngôi và kết hôn với người chị họ là Maria xứ Aragón. Vị vua trẻ giao chính quyền của mình cho nhiếp chính Álvaro de Luna, người có ảnh hưởng nhất trong triều đình và liên minh với giới quý tộc thấp hơn, các lãnh đạo thành phố, giáo sĩ và người Do Thái. Điều này làm cho giới Đại quý tộc Castilla và các Infante của Aragón, con trai của Ferdinand I xứ Antequera, người đã tìm cách kiểm soát vương quyền của Castilla, cùng nhau không ưa thích nhà vua. Điều này cuối cùng đã dẫn đến chiến tranh vào năm 1429 và 1430 giữa hai vương quốc. Álvaro de Luna đã giành chiến thắng trong cuộc chiến và trục xuất các Infante người Aragon khỏi Castilla.

#### Xung đột kế vị lần thứ hai
Vua Henry IV cố gắng thiết lập lại hòa bình với giới quý tộc mà cha ông là Vua John II đã tạo ra khủng hoảng. Khi người vợ thứ hai của ông, Vương hậu Joan, sinh ra Vương nữ Juana, người ta cho rằng cô là kết quả của mối tình vụng trộm của vương hậu với Beltrán de la Cueva, một trong những quan đại thần của Nhà vua.
Nhà vua, bị bao vây bởi bạo loạn và yêu cầu của các quý tộc, đã phải ký một hiệp ước trong đó ông chỉ định người kế vị là người em cùng cha khác mẹ của mình là Thân vương Alfonso, điều này đã khiến cho Vương nữ Joanna bị loại khỏi hàng kế vị. Sau cái chết của Alfonso trong một vụ tai nạn, Vua Henry IV đã ký Hiệp ước Bulls của Guisando với người chị cùng cha khác mẹ của mình là Vương nữ Isabel, trong đó ông chỉ định cô là người thừa kế để đổi lấy việc cô kết hôn với một vương tử do ông chọn.